# Милош Обилић
Милош Обилић (такође и Милош Кобилић у неким изворима) је легендарни српски витез из средњег века, који се често спомиње и у српској епској поезији, у којој је опеван као народни херој. По предању, био је у служби владара Србије Лазара Хребељановића у време надирања Турака Османлија на Балкан 1389. године. Легенде кажу да је током Косовског боја, где су Срби бранили своју независност, Милош Обилић дошао до султана Мурата  и убио га, након чега су га султанови стражари убили.
Није сигурно да ли је Обилић заиста постојао, али је његов подвиг постао саставни део „косовског завета“ – српских легенди о Косовском боју. Постао је значајна личност српске епске поезије, у којој је уздигнут на ниво најплеменитијег народног хероја средњовековног српског фолклора. Уз мучеништво кнеза Лазара и наводну издају Вука Бранковића, Милошев подвиг постао је саставни део српске традиције око Косовске битке. У 19. веку, Милош је постао поштован као светац у Српској православној цркви.

## Име
Милош је словенско име забележено из раног средњег века код Бугара, Чеха, Пољака и Срба. Изводи се од словенског корена мил-, што значи "милостиви" или "драги", који се налази у великом броју словенских имена.
Кроз историју је коришћено неколико верзија јунаковог презимена. Василије Петровић Његош је у својој Историја Црне Горе (1754) писао о једном Милошу Обилијевићу, а 1765. историчар Павле Јулинац је то презиме превео као Обилић.
Према чешком историчару Константину Јиречеку, презиме Обилић и његови различити преводи су изведени од српских речи обилан („много“) и обиље („богатство, изобиље“). Презиме Кобилић могло би да потиче од словенске речи кобила, а значи „кобилин син“, јер се у српским предањима каже да је јунака дојила једна. Јиречек је то презиме повезао са две племићке породице у средњовековној Рагузи и Требињу, Кобилићи и Кобиљачићи из 14. и 15. века, и приметио да су у 18. веку променили презимена јер су сматрали да је „непристојно“ да се везују за кобиле. На основу документа из дубровачког архива из 1433. године, историчар Михаило Динић је закључио да је Милошево првобитно презиме заиста било Кобилић. Превод Обилић универзално су користили српски писци у модерно доба.
О постању презимена Обилић сведочи и Вук Стефановић Караџић:
Срби приповиједају да је Силни Стефан ловећи по Церу угледао на једном мјесту гдје се гране од дрвећа и доље савијају и горе узвијају. Кад дођу на оно мјесто, а то дијете код неколико оваца ударило своју сјекиру у кладу па легло на леђа те спава: кад дихне из себе, онда се гране узвијају, а кад повуче пару у се, онда се савијају к земљи. Кад то види цар, зачуди се, па пружи руку с коња да му узме сјекиру, али хоћеш! не може да је извади из кладе. Брже боље сјашу слуге и војводе с коња, огледају сви редом објема рукама да из-ваде сјекиру из кладе, али је ни један не може ни помаћи. Онда пробуде дијете и запита га цар: „Како ти је име?“ А оно одговори: „Милош.“ „Имаш ли оца и мајку?“ „Мајку имам, а отац ми је умръэ.“ „А гдје ти је мајка?“ „Ето је тамо доље у селу код куће.“ „Ајде да нас водиш кући.“ „Не могу од оваца.“ И тако га којекако намоле да потјера овце и да пође пред њима кући. Сад су они ради знати и видјети шта ће он радити са сјекиром, како ће је извадити из кладе; или ће је онако оставити. Кад Милош крене овце, а он узме сјекиру једном руком и заметне на рамо. Како дођу кући, Милош одмах остави овце и непознате госте, па замакне међу зграде да тражи мајку. Пошто цар сјаше с коња, пође и он за Милошем да гледа да му се гдје не са крије, кад погледа кроз брвна у једну зграду, а то ту мајка мјеси хљеб, а прибацила десну сису преко лијевога рамена, а лијеву преко деснога, те он остраг сиса. Онда цар рече: „Међер обила мајка родила обила јунака!“ — Цар узме Милоша од мајке и одведе га своме двору, и од тога се назове Обилић.
Милош се у епским песмама често помиње као „Милош од Поцерја“, а према локалним предањима, пореклом је из западног српског краја Поцерине. У Поцерини се налази извор „Милошева Бања“ и стари гроб за који се тврди да је гроб Милошеве сестре.

## Косовски бој
Током целог 14. века муслимански владари из османске династије ширили су територију своје државе. Године 1300. владали су малим бејликом, али су током 80 година непрекидних ратова огромна подручја пала под њихову власт. Мурат I је био унук оснивача династије и први од њених представника који је понео титулу "султан". Ако су Муратов отац и деда (Осман I и Орхан) проширили своје земље углавном унутар Мале Азије, онда је Мурат своје снаге усмерио против балканских држава. У овом периоду се уобличава стратегија османске експанзије. Они су добровољно учествовали у грађанским сукобима хришћанских владара, док су се постепено насељавали на њихове територије и потчињавали оне којима су раније обећали да ће помоћи. Користили су или смрт локалног владара или свађу у његовој породици као изговор за заузимање одређене територије. Османлије су предузимале своје походе на прилично велике удаљености. По правилу, у свим областима Балканског полуострва, турски одреди су се појављивали много пре него што је Османска држава предузела акцију за њихово заузимање.
После Маричке битке 1371. године уследио је кратак предах због унутрашњих проблема у царству, али је већ 1385. заузета Софија, а 1386. Ниш. На реду је била Србија, која се 1355. године, после смрти Стефана Душана, распала на неколико држава. Под влашћу Лазара Хребељановића остао је само централни део земље. У Моравској Србији османске трупе су се појавиле 1381. (тада су поражене код Дубравнице у долини Мораве) и 1386. (тада су стигле до Плочника и опустошиле Грачаницу).
Године 1389. Мурат је са војском прешао у Србију. Са њим је у битку дошла уједињена војска од три владара – Лазара, Вука Бранковића и Твртка, који се није сам појавио, већ је послао одред под командом намесника Влатка Вуковића. Команда у борби није била централна. И Мурат и Лазар су погинули у бици, тачни детаљи нису познати. Муратов син, Бајазит, предводио је османску војску након очеве смрти и победио у бици, приморавши Србију да призна османску власт. Од тог тренутка до 1459. Србија је у основи постојала као вазална држава, са кратким периодима релативне независности, а под Мехмедом II је коначно освојена и постала санџак царства.
Дана 15. јуна по јулијанском календару, за време Косовске битке, Милош је дошао до турског логора претварајући се да је пребегао на њихову страну. У погодном тренутку, када га је султан примио у свом шатору, он га је смртно ранио ножем „од учкура до бијела грла“. Према турским изворима, султан Мурат  је убијен након битке, када је српски војник који се правио мртав убио султана када му се приближио.
Косовска битка је посебно важна за српску историју, традицију и национални идентитет.
Многе породице из области Старе Херцеговине, Црне Горе, Лике, Крајине и Далмације у свом породичном предању чувају уверење да воде порекло од Милоша Обилића (Копривице, Рупари, Зарубице, Војовићи и други), иако за то нема историјског основа.

## Историјски Милош
Милош Обилић је главни јунак српске легенде о Косову, чији је централни део Косовски бој. Према предању, Милош је био зет српског кнеза Лазара. Избила је свађа између његове жене и њене сестре која је била удата за Вука Бранковића, око супериорности у храбрости њихових мужева. Као последица тога, Бранковић се увредио и кренуо у борбу са Милошем. Пун мржње, Бранковић је оклеветао Милоша на Лазара, рекавши да се заверио са Турцима да изда кнеза. На Лазаревој вечери уочи битке, кнез је замерио Милошу нелојалност. Да би доказао своју оданост, Милош је отишао у турски табор претварајући се да је пребегао. У повољном тренутку избо је и убио турског султана Мурата, чији су пратиоци потом погубили Милоша. Легенда затим наставља да описује догађаје у вези с битком.
О стварању косовске легенде постоје два главна погледа. У једном погледу, његово место порекла лежи у региону у коме се водила Косовска битка. С друге стране, легенда је настала у западнијим балканским регионима под утицајем француских шансона. Српски филолог Драгутин Костић је навео да француски витешки еп заправо није имао никаквог учешћа у формирању легенде, већ да је „само модификовао већ створену и формирану легенду и њене прве поетске манифестације“. Језгро из којег се развила легенда налази се у култној литератури која прославља кнеза Лазара као мученика и светитеља, писану у Моравској Србији између 1389. и 1420. године. У том погледу посебно је важна Слово о кнезу Лазару коју је саставио патријарх српски Данило III. Легенда ће се постепено развијати током наредних векова.
Прича о оклеветаном јунаку који је продро у турски логор и убио султана Мурата налази се у Житију деспота Стефана Лазаревића који је тридесетих година 14. века написао Константин Филозоф. У овом делу се не помиње име јунака. Тема свађе Лазаревих зетова први пут је забележена у Херцеговини средином 15. века. Лазарева вечера уочи битке и његов прекор Милошу помињу се у текстовима из 16. века. Расправу између Лазаревих кћери око храбрости њихових мужева први је забележио Мавро Орбин 1601. године. Потпуно развијена легенда о Косову, са свим елементима, забележена је у Причи о Косовском боју, састављеној око почетка 18. века у Боки Которској или Старој Црној Гори. Ово је био веома популаран текст, чије су копије непрекидно настајале око 150 година на простору који се протезао од југа бивше Југославије до Будимпеште и Софије. Историја је одиграла запажену улогу у буђењу националне свести Срба у Хабзбуршкој монархији, започетом у првој половини 18. века.
| „                                                       | И догодила се битка на месту званом Косово, што се догодило на следећи начин. Међу војницима који борили су се у првим редовима, био је један племић који је пред својим господарем био означен као нелојалан. Да би показао своју оданост али и храброст, овај је пронашао је погодно време и сам појурио према великом вођи као да је дезертер, и они су му отворили пут. И кад је био близу, одмах је појурио према напред и зарио је мач у тог ужасног владара, а онда је и сам пао тамо пред њихове руке. | ” |
| — Константин Филозоф, Житије деспота Стефана Лазаревића | |   |

Дана 1. августа 1389. босански краљ Твртко I (р. 1353—1391) написао је писмо Трогиру да обавести његове грађане о поразу Турака које је водио Мурат. Слично писмо Твртко I је послао и Фиренци, а у одговору из Фиренце који је написан у октобру 1389. године пише:
| „ | Најбоље среће су оне руке дванаесторице лојалних племића који су мачем отворили пут и продрвши у непријатељске редове и круг окованих дева, херојски је стигао до шатора самог Мурата. Изнад среће је онај који је тако снажно убио јаког војводу, тако што га је ножем избо у грло и трбух. Благословљени су сви они који су дали свој живот и крв кроз славни начин мучеништва | ” |

Први аутор који је Муратовог убицу помињао пуним именом је Константин Михаиловић, српски јањичар из села Островице, код Рудника, који је око 1497. године написао своју Турску хронику, поуку о нелојалности од српског пораза на Косову, Михаиловић идентификује Милоша Кобицу као витеза који је кобног последњег петка битке убио Мурата.
Бенедикт Курипешић написао је путописни опис Балканског полуострва 1530. године, у који је укључио и опис Косовске битке. Његов примарни фокус је убиство турског султана од стране племића кога он идентификује као Милоша Кобилића. Курипешићев извештај садржи неке суштинске теме: Извештај да су други српски господари клеветали Милоша пред кнезом Лазаром, опис последње вечере уочи битке у којој се Милош заложио за своју невиност према кнезу Лазару и обећао да ће се осветити, као и успешно убиство султана Мурата од стране Милоша у султановом шатору. Курипешић бележи оно што је чуо током путовања Балканом.
| „ | Ох, Кобилићу, нису сви мислили да ћеш се осветити свом незадовољном господару и свом љубоморни на њихову несрећу и да бисте их предали непријатељу у наручје? Али осветили сте се на хришћански начин и зло претворили у добро. Дао си живот својим клеветницима и спасио је своју земљу од непријатељеве руке. | ” |

Монах, иако не изричито о својим изворима, пише да је Милош био славна личност у народној традицији Срба, који певају о његовим јуначким подвизима на граници. Забележио је неке легенде о Косовском боју и помиње епске песме о Обилићу у крајевима удаљеним од Косова, попут Босне и Хрватске. Ричард Нолс је у свом делу из 1603. описао „сеоске песме“ Срба о Косовској бици и назива Обилића „Кобелиц“.

## Османски и грчки извори
Губитак султана оставио је утисак и на најраније османске изворе. Обично описују како је Мурат био без пратње на бојном пољу, а анонимни хришћанин који је лежао међу лешевима га је насмрт избо ножем. Почетком 15. века, на пример, песник Ахмеди пише да је „[с]једном један од хришћана, који је био сав у крви и очигледно сакривен међу мртвима непријатеља, устао, појурио до Мурата и убо га бодежом.
По једном запису док су Муратови војници пратили непријатељску војску, султан се на терену потпуно нашао потпуно сам. Одједном се један од хришћанских племића појавио међу лешевима који су лежали на бојном пољу. Обећао је себе као слугу и пришао Мурату, који је седео на свом коњу. Претварајући се да је желео да пољуби султанову руку, оштрим је бодежом ударио султана. Османски бегови су се окупили након убиства Мурата, пристали су да подигну Бајазита на престо свог оца и погубе Јакуба.
Халил Иналџик је објаснио да је један од најважнијих савремених османских извора о Косовској бици Енверијево дело из 1465. (Дустурнаме). Иналџик је тврдио да се заснива на сведочењу савременог очевица битке, вероватно Хоџа Омера, посланика ког је султан послао Лазару пре битке. У овом делу Енвери објашњава да је Милош пре него што је постао српски племић (Милош Бан како је то име пренео Иналџик у Енверијевом тексту) био муслиман на султановом двору који је напустио Османлије и одрекао се ислама. Султан га је наводно много пута звао да се врати у службу. Енвери објашњава да иако је Милош увек обећавао да ће се вратити, никада није. Према овом предању, када је Лазар ухваћен, Милош је пришао султану који је јахао црног пастува и рекао: „Ја сам Милош Бан, желим да се вратим својој исламској вери и да ти пољубим руку. Кад се Милош приближио султану, ударио га је бодежом скривеним у манжетни. Султанови људи мачевима и секирама исекоше Милоша на комаде.
Један историчар из Једрена, Оруч бег, објашњава недостатак заштите тиме што је војска била заокупљена прогоном непријатеља у бекству и такође уноси елемент преваре: хришћанин је „обећао себе као жртву и пришао Мурату, који је седео сам на коњу. Претварајући се да жели да пољуби султанову руку, убо је султана оштрим бодежом."
Први детаљни опис Косовске битке од стране Турака датира из 1512. године. Турски историчар Мехмед Нешри детаљно је описао догађај:
| „ | Након пораза погана, Мурат је био збуњен јер му још увек нису дали знака да ће он умрети као мученик. Док су он и неки његови дворјани прегледавали гомилу лешева, био је поган познат као Милош Кобила. Ова проклета душа била је одличан и сјајан витез. На гозби коју је Лазар уприличио рекао је: "Идем да убијем турског господара." Сакрио је на свом телу челични бодеж. На бојном пољу био је рањен и тако рањен и потпуно прекривен крвљу сакрио се у тој гомили лешева. Када се Гази Мурат нашао близу, поганин се спотакнуо и пришао Господару. Кад су стражари покушали да га зауставе, Гази Мурат је изјавио: „Без сумње има жељу (да пољуби султаново стопало). Пустите га да приђе. " Овај проклети имао је бодеж скривен у рукаву. Пришао је претварајући се да ће пољубити султаново стопало, али изненада забио је нож у Султана. Овде је било суђено да (Султан) умре. У том часу његова се душа, небеска птица попут анђела, попела на небо. Он је био ратник за веру и сада је умро мученичком смрћу. Тај је поганин је одмах исечен на комаде, на лицу места. | ” |

Нешријев опис поткрепљује многе елементе епског мита о убиству Мурата и најзначајније, јасно приказује Милоша, као атентатора на султана.
Грчки извори о убиству Мурата, датирају из 15 века. Лаоник Халкокондил (1490) Муратовог убицу назива Милошем, "човеком племенитог рођења који је добровољно одлучио да изврши херојски чин атентата", тако што је одјахао до логора Мурата у намери да се представи као дезертер. Мурат, који је пре битке стајао усред својих трупа,  био је жељан примити дезертера. По овом запису,  Милош је након тога убио Турског султана. Пишући у другој половини истог века, Дука (историчар), укључио је причу о Милошу у своју "Историју Византије". Он говори о томе како се млади племић, по имену Милош, претварао да је напустио битку, Турци су га заробили и, тврдећи да зна кључ победе, успео да добије приступ Мурату и убије га.
Миодраг Поповић је 1976. године сугерисао да су наративни елементи тајновитости и стратега у српској традицији унети из турских извора, настојећи да оклеветају способности својих хришћанских противника приписујући Муратову смрт „подмуклим” методама. Томас А. Емерт се слаже са њим. Емерт каже да су турски извори више пута помињали атентат, док су га западни и српски извори помињали тек много касније. Он сматра да су Срби знали за атентат, али су из непознатих разлога одлучили да га не помињу у својим првим извештајима.

## Познији подаци
Према сећањима истраживача српских старина Николе Бошковића (оца Руђера Бошковића) у близини Муратовог турбета налазила се и црква са гробом Милоша Обилића. Дубровачки поклисар Иван Кабога који је 1792. путовао преко Косова у Цариград пише да је Обилић сахрањен у цркви која се налази на три миље од места на којем су прешли Лаб па се претпоставља да је реч о цркви у селу Кисела Бања. У селу су 1935. откопани остаци цркве коју мештани Албанци зову Kisha Milloshit ("Милошева црква").
Србин католик Андрија Торкват Брлић у својој књизи "Извори српске повјестнице из турскијех споменика" наводи податак како је страдао кнез Лазар. "Случајно би и кнез Лазар са својијем сином ухваћен, дакле доведу обадвојицу и убију јих. У оној ноћи бијаше у исламској војсци велика сметња и раздраженост: а у јутру поставе Султана Бајазита на пријесто. То се збило годишта 791. Хеџре, а 1389. по Исусу." Миховил Павлиновић у књизи "Мисао хрватска и мисао србска у Далмацији", наводи податак ко је крив Косову, по Србима. "Тко је крив Косову? Тко упропасти Србе и Хрвате? "Крив је Рим, ако Срби подлегоше сили мусломаској, коју само жива радња канцеларија ватиканскијех у срце Србије доведе, и тиме као изврши освету над Милутином и Душаном, који изиграше вјероломну политику римпапинску".
Бенедикт Курипешић из 1530. у свом Путопису наводи податак: "Кад су били насамо и кад му цар пружи десну ногу...да је пољуби... Па кад се сагнуо да пољуби ногу, извуче из рукава нож и распори одоздо до срца турског цара, који уз врисак, испусти душу... Кад су у српској војсци чули вику и сазнали да је Кобилић распорио цара, па и сам погинуо, увидје кнез да је изгубио свог вјерног слугу. А Турци, изгубивши главу, побјегоше. И тако се маркгроф, његова војска, земља и народ овога пута опростише Турака."
Љубомир Ненадовић у књизи "О Црногорцима, писма са Цетиња 1878", наводи значење топонима Косово: "Црногорци држе да се Косово поље не зове од птице коса, него отуда што су се на том пољу, од памтивека свагда војске косиле."
Милош Обилић би могао да буде брат кнегиње Милице — Никола Вратковић. Права истина је скривана из дипломатских разлога. По родослову, Никола Вратковић је историјска личност, српски принц, рођени брат књегиње Милице. Њих двоје су деца Вратка Немањића који је чукунунук Стефана Немање. Никола Вратковић је у Косовски бој отишао са Иванове куле. Ове тврдње проистекле су из Ерлангенских рукописа, записа турског историчара Идриса Битлисија (сачуваног из 15. века), али нарочито и на оно што је донео Бора Станковић са својом „Коштаном“ и другим делима, а то су народне песме југоисточне Србије.

## У епским песмама
У епским народним песмама и легендама, Милош је слављен као херој натприродног рођења и снаге (његова мајка је била вила или је његов отац био змај); Милош је добио своју снагу из кобиљег млека (од чега потиче његово презиме Кобилић или Кобиловић). Имао је изузетног коња по имену Ждрал. Његови побратими су били Милан Топлица и Иван Косанчић, а његова вереница је била Оливера, кћерка кнеза Лазара Хребељановића.

Сјутра јесте лијеп Видов-данак,
виђећемо у пољу Косово,
ко је вјера, ко ли је невјера!
А тако ми Бога великога,
ја ћу отић’ сутра у Косово,
и заклаћу турског цар-Мурата,
и стаћу му ногом под гр’оце; 

Легенда каже да је уочи Косовског боја, на вечери код кнеза Лазара, Милош оклеветан да ће издати Србе и прећи у турску војску. Он је ту клевету тешко примио и бранио се у народној песми Кнежева вечера.
Међутим, мада га у народној епској поезији красе најлепше и најузвишеније особине, Милош Обилић се у њима ретко помиње
сам. Витешком легендом су га учинили тек каснији песници, међу којима Његош пре свега. Он је у „Горском вијенцу“ успео да обједини легенде и народне песме о Милошу Обилићу, претворивши га у симбол јунаштва и поставивши га у само средиште Косовског боја.

Народни певач није хтео да Милошу Обилићу подари господско порекло. Милош је сељак коме се феудална господа подсмева због ниског рода. Зато је у његовој мржњи према Вуку Бранковићу изражена и мржња сељака према феудалној господи, због чије је себичности и пропала српска држава. На тај начин Милошев лик је добио особине правог народног борца и постао синоним херојства.

Обилићу, змају огњевити,
ко те гледа блијеште му очи
свагда ће те светковат јунаци.

Петар II Петровић-Његош
У српској епској поезији и песми (нпр. „Радул-бег и бугарски краљ Шишман“ и песма „Женидба Душанова“) Милош Обилић се често групише уз друге књижевне творевине попут Карађорђа, Вука Караџића и Његоша као Србе динарског порекла који су истакли себе као велики морални и/или интелектуални умови прошлости, за разлику од бугарских савременика, који нису могли да траже такав статус. У песми „Милош Обилић змајски син” Милошу је дато митско порекло као змајевом сину да би се истакла његова надљудска снага на физичком и духовном плану; овим се сврстава у ред многих других јунака српске поезије који су се борили против турског зулума и за које се тврди да су потомци змаја.

## Легенда везана за манастир Тумане
Милош Обилић се спомиње и у легенди везаној за српски манастир Тумане. Милош је рођен у оближњем селу Кобиље, а имао свој дворац у оближњем селу Двориште. Приликом одласка у лов нехотице је ранио испосника Зосима Синајита који је пребивао у оближњој пећини.
Зосим је био огрнут у кожу јелена, и врло вероватно да Милош није препознао да је у питању човек. Када га је понео видару на лечење пустињак му рече "Ту мани" што значи нема лека - "пусти да ту умрем". Да окаје грех Милош подиже задужбину- манастир у који положи Зосимове мошти. Док је зидао манастир стиже кнежев позив да дође у бој. "Ту мани, па дођи на Косово." Од двоструког ту мани манастир добија име Туманe.

## Наслеђе
Почетком 19. века Милош је у Српској православној цркви поштован као светац. За време Српске револуције (1804–1815) у припрати кнеза Лазара у манастиру Хиландар на Светој Гори (Грчка) насликана је фреска Милоша као ореола са мачоносним светитељем. Историчар Раде Михаљчић сугерише да је култ био народни покрет који је настао међу Србима јужно од Саве и Дунава током османског периода.
Касније у истом веку, Милошевој јуначкој фигури дат је национални подстицај у епској песми Горски вијенац (1847) Петра II Петровића-Његоша, кнеза-епископа црногорског. Његош је установио и Обилићеву медаљу за храброст.
Овај догађај и сама Косовска битка уткана је у српску националну свест, историју и поезију. Његошеве приче, укључујући и Милоша, инспирисале су касније генерације Срба – посебно Гаврила Принципа, члана Младе Босне који је извршио атентат на аустријског надвојводу Франца Фердиданда.
Године 1913. Орден Милоша Обилића додељује краљ Петар I Карађорђевић војницима за дела велике личне храбрости, или за личну храброст исказану на бојном пољу. Даван је током балканских ратова, Првог светског рата и током Другог светског рата припадницима Војске Југославије и савезничких снага и укинут је завршетком рата.
На 600. годишњици Косовске битке (Видовдан) 28. јуна 1989. године, која је одржана на Газиместанској равници, у близини места битке. Обилићев подвиг је наведен као извор инспирације у јавним иступима политичких лидера, посебно председника Слободана Милошевића, који се на њега позивао у свом говору на Газиместану поводом годишњице битке. Његов режим је често алудирао на Обилића у поређењу са Милошевићем, који је проглашен за „спаситеља нације“.
У српској епској поезији постоји неколико крвних братстава. Милош Обилић са Миланом Топлицом и Иваном Косанчићем, Милош Обилић са кнезом Марком, Милош Обилић са браћом Југовићима.
Године 1993. издата је књига 100 најзнаменитијих Срба, са биографијама 100 људи који су према мишљењу стручног одбора заслужили да се назову најзнаменитијим Србима, међу којим је уврштен Милош Обилић на десетом месту. Фудбалски тим из Београда по имену "ФК Обилић", инспирисан је ликом Милоша Обилића.

## Популарна култура
Његов лик се појављује у следећим филмовима:
- Бој на Косову (1989)

## Галерија
- Милош Обилић. новинска ксилографија.
- Обилић убија султана Мурата.
- Глумац Божа Николић у улози Милоша Обилића са оклопом 1913.
- Грб фудбалског клуба "Обилић".
- Грб српске династије Обилић у грбовници Корјенић-Неорић (1595).
- Милош Обилић после завере пред шатором Муратовим, Павле Чортановић и Адам Стефановић, пре 1887. године.
- Убијање српског витеза на Косову, Накаш Осман.